# Israel Aerospace Industries

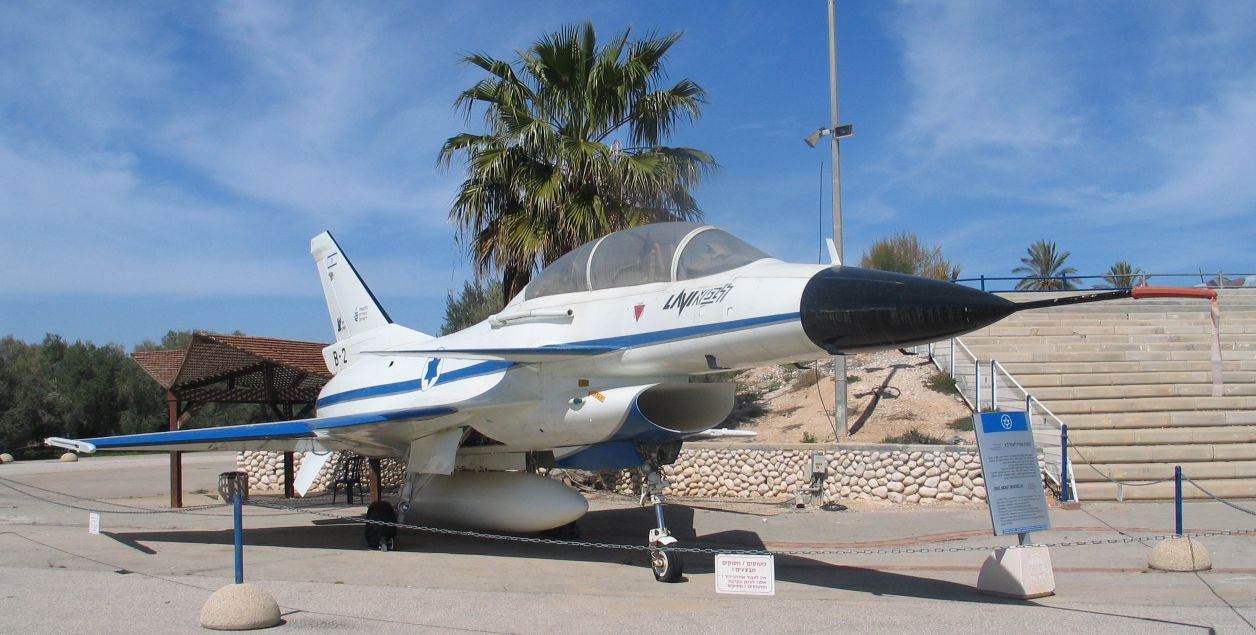
Истребитель I.A.I. Lavi

Israel Aerospace Industries, IAI («Авиационная промышленность Израиля»; ивр. התעשייה האווירית לישראל‎ — «ха-Таасия́ ха-авири́т ле-Исраэ́ль») — израильский концерн, основной офис которого фактически находится в аэропорту «Бен Гурион» в районе «большого Тель-Авива». Является известной фирмой израильского ВПК. Компания основана в 1953 году.
Производство авиатехники и авионики, выпуск приборов и оборудования для космических спутников, связи и разведки. Один из ведущих в мире разработчиков и производителей БПЛА, некоторые из них не имеют аналогов в мировой практике авиастроения.
Активно занимается модернизацией авиатехники по всему миру — подразделение IAI «Bedek Aviation» (ивр. בדק מטוסים‎ — «Бе́дек матоси́м») успешно конкурирует с фирмой «Боинг» в конверсии пассажирских самолётов в грузовые. Подразделение «Бедек» обладает сертификатом одобрения типа на самолёты Боинг-737-300/-400, 767-200/-300, 747-200/-400. К декабрю 2019 года компания модернизировала более 250 самолётов.
IAI является одной из ведущих технологическо-промышленных компаний Израиля. Около 16 тыс. её сотрудников создают продукцию годовым объёмом продаж около 3,3 млрд долларов. Компания получила всемирное признание в качестве лидера в развитии авиации и аэрокосмических технологий, на военных и гражданских рынках.

## Продукция
БПЛА
- IAI E-HUNTER — тактический разведывательный БПЛА;
- RQ-5 Hunter — тактический разведывательный БПЛА;
- IAI Eitan — тяжёлый разведывательный и ударный БПЛА;
- IAI HARPY — противорадиолокационный БПЛА;
- IAI RANGER — тактический разведывательный БПЛА;
- IAI Scout — тактический разведывательный БПЛА;
- IAI SEARCHER — тактический разведывательный БПЛА;
- IAI SEARCHER II — тактический разведывательный БПЛА;
- IAI, RUAG, Oerlikon ADS 95 RANGER — разведывательный БПЛА;
- IAI Heron — дальний разведывательный БПЛА;
- IAI Bird-Eye 400 — мини-БПЛА;
- Ghost — сверхмалый тактический разведывательный БПЛА.
- Mini Harpy — (беспилотный летательный аппарат) дрон-камикадзе

Истребители
- IAI Nesher («Орёл»);
- IAI Kfir «Кфир» — всепогодный многоцелевой истребитель.

Ракетное вооружение
- IAI Jumper — тактический ракетный комплекс

ИСЗ
- RISAT-2
- TecSar